# Крстац (Косово)
Крстац (серб. Крстац / Krstac; алб. Kërsteç / Kërstec) — село в южной Метохии. Согласно административно-территориальному делению автономного края Косово и Метохия (в составе Сербии) село относится к общине Гора Призренского округа; согласно административно-территориальному делению частично признанной Республики Косово село относится к общине Драгаш Призренского округа.
Село состоит из двух частей, находящихся приблизительно в полукилометре друг от друга, — ранее они образовывали два населённых пункта — Верхний Крстац (серб. Горњи Крстац / Gornji Krstac) и Нижний Крстац (серб. Доњи Крстац / Donji Krstac).

## Общие сведения
Численность населения по данным на 2011 год — 420 человек (из них мужчин — 212, женщин — 208).
Село Крстац расположено в исторической области Гора, жители села — представители исламизированной южнославянской этнической группы горанцев (в переписи 2011 года 161 человек указал своей национальностью горанскую и 243 человека — боснийскую). В качестве родного языка во время переписи жители села указали боснийский (254 человека), сербский (68 человек) и албанский (1 человек), другой язык (помимо сербского, боснийского, албанского, турецкого и цыганского) указали 96 человек; согласно переписи 327 жителей — граждане Косова, 73 жителя — граждане Сербии, 13 жителей — граждане Боснии и Герцеговины, 2 жителя — граждане Македонии и 1 житель — гражданин Албании. Всё население Крстаца — мусульмане.
Динамика численности населения в селе Крстац (до переписи 2001 года — в сёлах Нижний Крстац и Верхний Крстац) с 1948 по 2011 годы:
| Сёла           | Численность населения | Численность населения | Численность населения | Численность населения | Численность населения | Численность населения | Численность населения |
| Сёла           | 1948                  | 1953                  | 1961                  | 1971                  | 1981                  | 1991                  | 2011                  |
| -------------- | --------------------- | --------------------- | --------------------- | --------------------- | --------------------- | --------------------- | --------------------- |
| Верхний Крстац | 242                   | 229                   | 247                   | 292                   | 415                   | 437                   | 420                   |
| Нижний Крстац  | 223                   | 211                   | 228                   | 270                   | 383                   | 400                   | 420                   |

## История
В 1916 году во время экспедиции в Македонию и Поморавье село посетил болгарский языковед Стефан Младенов, по его подсчётам в селе Крстац в то время было около 120 домов.